# هاريسون (ويسكونسن)
هاريسون (بالإنجليزية: Harrison (village), Wisconsin)‏ هي بلدة تقع في الولايات المتحدة في مقاطعة كالوميت (ويسكونسن).  يقدر عدد سكانها بـ 7,373 نسمة  وترتفع عن سطح البحر 245.06 متر.